# Sobralia uribei
Sobralia uribei är en orkidéart som beskrevs av Pedro Ortiz Valdivieso. Sobralia uribei ingår i släktet Sobralia och familjen orkidéer.
Artens utbredningsområde är Colombia. Inga underarter finns listade i Catalogue of Life.